# Липинци
Липинци (грч. Ασβεστόπετρα, Асвестопетра) је насељено место у општини Еордеја у периферији Западна Македонија, Грчка. Према попису из 2021. године било је 705 становника.
Према бугарском географу и историчару, Василу Канчову, у Липинцима је 1900. године живело 270 Турака и 240 Словена хришћана. Године 1924. турско становништво је принудно исељено у Турску а на њихово место су насељене грчке избегличке породице из Турске, укупно 475 особа. На попису из 1991. године у селу је било 828 житеља, од чега су две трећине Словени.